# Colyers Island
Colyers Island ist eine Insel im Bluff Harbour auf der Südinsel von Neuseeland.

## Geographie
Die Insel, die von einer Familie bewohnt wird, befindet sich im nordwestlichen Teil des Bluff Harbour, der rund 10 km südlich von Invercargill zu finden ist. Mit einer Länge von 551 m in Nordnordwest-Südsüdost-Richtung und 480 m in Ost-West-Richtung kommt die Insel auf eine Fläche von 15,5 ha. Sie ist über eine rund 210 m lange Brücke mit dem Festland verbunden.